# Ewa Trzebińska
Ewa Trzebińska z domu Nelip (ur. 1 maja 1989 w Katowicach) – polska szpadzistka, mistrzyni świata i Europy. 

## Życiorys
Urodziła się w Katowicach i tam uczęszczała do I Liceum Ogólnokształcącego im. Mikołaja Kopernika. Jest absolwentką amerykańskiej uczelni katolickiej University of Notre Dame. Reprezentuje AZS-AWF Katowice.
W kwietniu 2009 r. została w Belfaście indywidualną i drużynową wicemistrzynią świata juniorek. W maju tego roku zdobyła srebrny medal mistrzostw Europy do lat 23 w węgierskim Debreczynie, przegrywając w finale z Rosjanką Olgą Koczniewą jednym trafieniem - 12:13. Ewa Trzebińska jest też złotą medalistką letniej uniwersjady w Belgradzie w 2009 roku. W finałowym pojedynku turnieju pokonała reprezentantkę Rumunii, Simonę Deac 15:13. 
Podczas mistrzostw świata w Antalyi w 2009 roku Polki w składzie: Danuta Dmowska-Andrzejuk, Małgorzata Bereza, Magdalena Piekarska i Ewa Nelip zdobyły srebrny medal w turnieju drużynowym. W tej samej konkurencji Ewa Trzebińska, Renata Knapik-Miazga, Magdalena Pawłowska i Martyna Swatowska-Wenglarczyk zdobyły złoto na mistrzostwach świata w Mediolanie w 2023 roku. Razem z Renatą Knapik-Miazgą, Magdaleną Piekarską i Barbarą Rutz zdobyła też brązowy medal na mistrzostwach świata w Lipsku w 2017 roku. Na tej samej imprezie wywalczyła srebrny medal w turnieju indywidualnym, przegrywając w finale z Rosjanką Tatjaną Gudkową.
Startowała na igrzyskach olimpijskich w Tokio (2021), zajmując 6. miejsce drużynowo i 27. miejsce indywidualnie.
Zdobyła drużynowo złote medale na mistrzostwach Europy w Lipsku w 2010 roku i mistrzostwach Europy w Düsseldorfie w 2019 roku oraz srebrny na mistrzostwach Europy w Nowym Sadzie w 2018 roku. Ponadto na ME 2019 wywalczyła brązowy medal indywidualnie.
W 2011 została odznaczona Złotym Krzyżem Zasługi.